# Le Fil (film, 2024)
Pour les articles homonymes, voir Le Fil.
Pour plus de détails, voir Fiche technique et Distribution.
Le Fil est un film de procès français réalisé par Daniel Auteuil et sorti en 2024.
Il s'agit de l'adaptation d'un des récits de l'ouvrage Le Livre de maître Mô de l'avocat Jean-Yves Moyart, inspiré d'une histoire vraie,,.

## Synopsis
Jean Monier (Daniel Auteuil), avocat pénaliste, a renoncé à défendre des criminels depuis qu'il a obtenu l'acquittement d'un assassin récidiviste.
Un père de famille paisible et affectueux, Nicolas Milik (Grégory Gadebois), est placé en détention, accusé du meurtre de sa femme, alcoolique. L'affaire émeut maître Monier, convaincu de l'innocence de l'accusé. Roger Marton (Gaëtan Roussel), patron d'un bar et meilleur ami de Nicolas, également mis en cause dans l'affaire, meurt en prison.
Monier s'engage avec humanité dans la défense de l'accusé, contre l'avocat général (Alice Belaïdi), intraitable, qui cherche à établir la preuve de la culpabilité de Milik.
Durant le procès, le fil de la vérité se dévide, entre innocence et culpabilité, explorant la construction de l'intime conviction.
Nicolas Milik est condamné à vingt ans de réclusion et, en sortant de la salle d'audience, il avoue à son avocat qu'il lui a menti et qu'il a tué sa femme. Trois ans plus tard, il demande à voir son avocat pour lui donner les raisons de son meurtre : il a commis un inceste sur ses deux filles et craignait que sa femme le dénonce.

## Fiche technique
Sauf indication contraire, les informations mentionnées dans cette section peuvent être confirmées par la base de données cinématographiques Unifrance,  présente dans la section « Liens externes ».
- Titre original : Le Fil
- Réalisation : Daniel Auteuil
- Scénario : Daniel Auteuil et Steven Mitz, d'après un des récits de l'ouvrage Le Livre de maître Mô de Jean-Yves Moyart
- Musique : Gaspar Claus
- Décors : Christian Marti
- Costumes : Charlotte Betaillole
- Photographie : Jean-François Hensgens
- Son : Nicolas Provost
- Montage : Valérie Deseine
- Production : Nelly Auteuil et Hugo Gélin
  - Coproduction : Daniel Auteuil
- Sociétés de production : Zazi Films, en coproduction avec France 2 Cinéma, Zack Films et Zinc Film, en association avec les SOFICA Cinémage 18 et Indéfilms 12
- Sociétés de distribution : Zinc Film (France) ; Athena Films (Belgique) et Praesens Film (Suisse romande)
- Budget : 6,4 millions €[réf. nécessaire]
- Pays de production :  France
- Langue originale : français
- Format : couleur — Scope — son 7.1
- Genre : drame
- Durée : 115 minutes
- Dates de sortie :
  - France : 21 mai 2024 (Festival de Cannes) ; 11 septembre 2024 (sortie nationale)
  - Belgique, Suisse romande : 11 septembre 2024

## Distribution
- Daniel Auteuil : Maître Jean Monier
- Grégory Gadebois : Nicolas Milik
- Sidse Babett Knudsen : Maître Annie Debret
- Alice Belaïdi : l'avocate générale Adèle Houri
- Suliane Brahim : Maître Judith Goma
- Gaëtan Roussel : Roger Marton, patron du bar « Chez Roger »
- Isabelle Candelier : la présidente Violette Mangin
- Florence Janas : Laure Marton
- Aurore Auteuil : Audrey Girard
- Nathalie Dodivers : Cécile Milik
- Charlie Nelson : l'antiquaire
- Jean-Noël Brouté : l'expert
- Pierre-François Veil : Maître Montel
- Anna Mihalcea : la femme jurée